# Leucania sumatrana
Leucania sumatrana är en fjärilsart som beskrevs av Swinhoe 1915. Leucania sumatrana ingår i släktet Leucania och familjen nattflyn. Inga underarter finns listade i Catalogue of Life.